# Bothrinia chennelli
Bothrinia chennelli là một loài bướm ngày nhỏ được tìm thấy ở Ấn Độ, thuộc họ Bướm xanh. 
Loài này phân bố từ Shillong ở Assam và bắc đồi Chin thượng Miến Điện.

## Hình ảnh

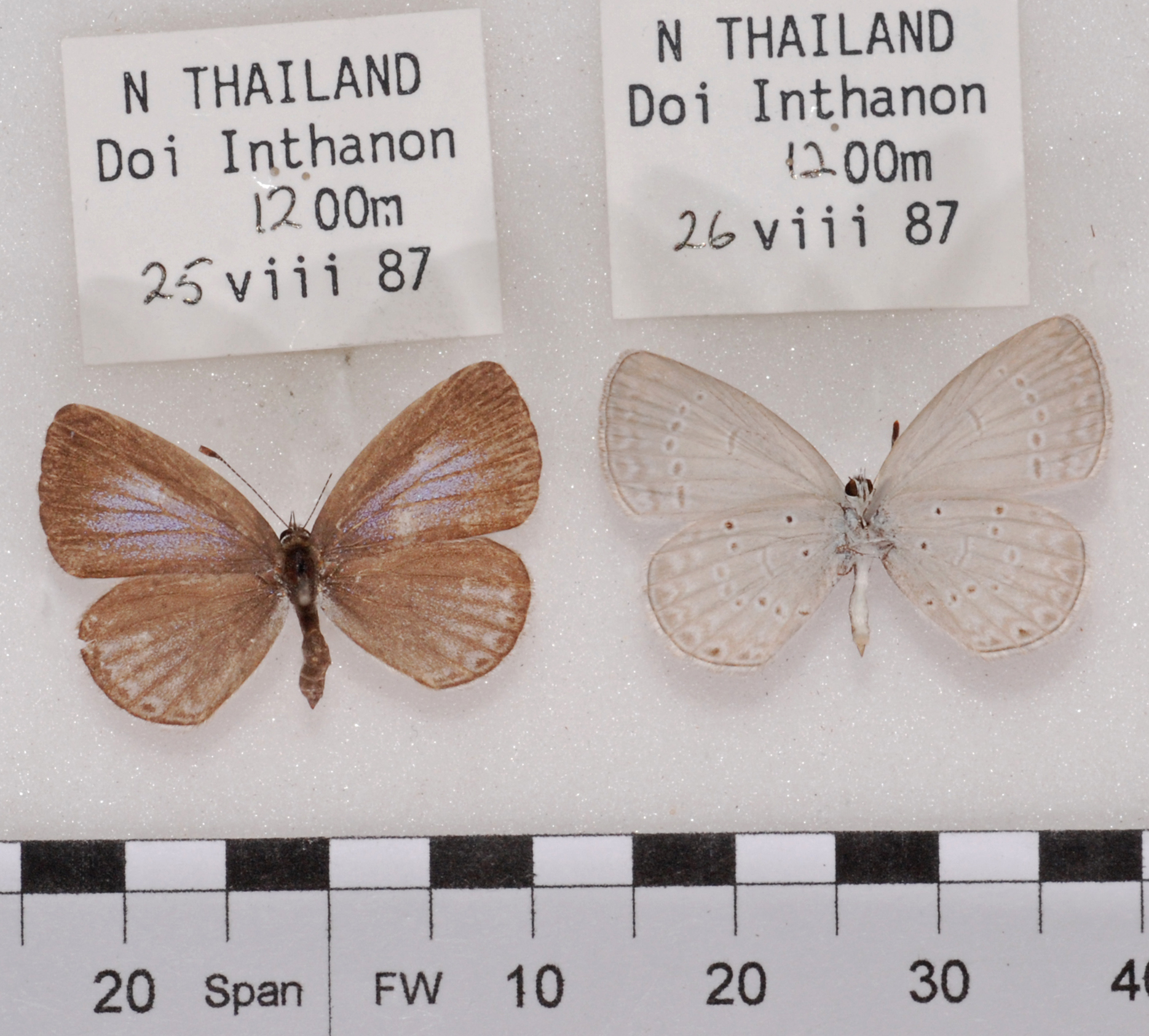
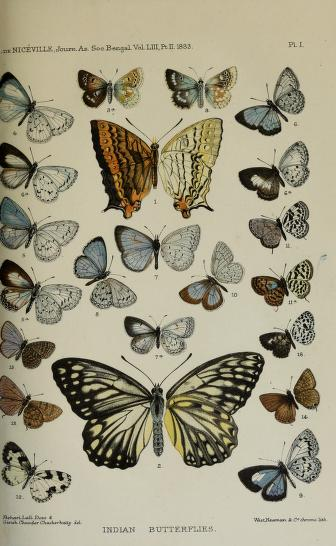